# Groc monoazo
El groc monoazo, també anomenat groc monoazoic groc 5GX arilat i groc Hansa, és un pigment utilitzat principalment en pintura artística.
Aquest pigment s'inclou en el grup dels anomenats «grocs Hansa», tots els quals són derivats del quitrà que es fabriquen a partir de l'acetoacetanilida.

## Denominació en l'Índex internacional de la color
- Pigment Yellow 74, PY 74
- CI 11741[1]

## Composició
El groc monoazo és un pigment sintètic
orgànic, monoazoic, de fórmula química C18H18N4O6 (4-nitre-o-anisidina diazoada acoblada amb o-aceto acetanisidina).

## Propietats i usos
Utilitzat en pintura dona una color groc clar, considerat superior als grocs de cadmi en lluentor, poder de tinció i intensitat. Moltes marques de pintures d'ús artístic ho inclouen en la composició dels seus colors, sigui sol o combinat amb altres pigments.
És compatible amb gairebé tots els mitjans i tècniques: oli, acrílic, aquarel·la, aigualida, tremp, encàustica, fresc, pastís. No es considera tòxic, però es recomana de no inhalar-ne.